# Pierre Kalulu
Pierre Kazeye Rommel Kalulu Kyatengwa mais conhecido apenas como Pierre Kalulu ou somente Kalulu (Lyon, 5 de junho de 2000) é um futebolista francês que atua como zagueiro e lateral-direito. Atualmente joga pela Juventus.

## Carreira

### Lyon
Formado nas categorias de base do AS Saint-Priest, Kalulu mudou-se para o Lyon em 2010.
Promovido ao time B dos Gones em 2018, Kalulu disputou 36 partidas até 2020, sendo relacionado pela primeira vez a uma partida da equipe principal em março do mesmo ano, contra o Amiens, mas sem atuar.

### Milan
Em 13 de julho de 2020, assinou com o Milan até 2025. A estreia do zagueiro foi contra o Sparta Praga, pela Liga Europa, sendo elogiado por sua atuação na vitória rossonera por 1 a 0, e seu primeiro jogo pela Série A foi contra o Parma, substituindo o lesionado Matteo Gabbia. A primeira partida de Kalulu como titular foi no mesmo mês, quando o Milan enfrentou o Genoa, tendo marcado inclusive o seu primeiro gol como profissional no empate por 2 a 2.
Na temporada 2021–22, atuou em 37 jogos (28 pela Série A, 4 pela Copa da Itália e 5 pela Liga dos Campeões da UEFA) e marcou 2 gols. Na partida contra o Napoli, em março de 2022, formou a dupla de zaga com Fikayo Tomori e teve atuação destacada, principalmente na marcação ao nigeriano Victor Osimhen.

## Seleção Francesa
Nascido em Lyon, possui também a cidadania da República Democrática do Congo. Desde 2018, faz parte das seleções de base da França, disputando as 3 partidas dos Bleus naOlimpíadas de 2020, porém não evitou a eliminação na primeira fase.

## Vida pessoal
Seus irmãos mais velhos, Aldo e Gédéon Kalulu, seguem carreira no futebol, tendo começado também a jogar nas categorias de base do Lyon.

## Títulos
Milan
- Campeonato Italiano: 2021–22